# Carlos Teodoro de Sousa Fortes
Carlos Teodoro de Sousa Fortes, segundo barão de Santa Clara, (Minas Gerais,  — , ) foi um fazendeiro e nobre brasileiro, agraciado barão.
Era casado com Isabel Henriqueta Fortes e irmão de Maria Teresa de Sousa Fortes, a primeira baronesa e viscondessa de Monte Verde, proprietária da fazenda de café Santa Clara, e que passou para o barão após a morte da irmã. A fazenda Santa Clara talvez seja a maior propriedade rural do século XIX ainda existente, e já serviu de cenário para a minissérie Abolição, exibido em 1988, e também para a telenovela Terra Nostra, de 1999, ambas da Rede Globo.